# اندروید
اَندروید (به انگلیسی: Android) یک سیستم‌عامل موبایل بر پایهٔ نسخهٔ اصلاح‌شده‌ای از هستهٔ لینوکس و دیگر نرم‌افزارهای متن‌باز می‌باشد که نخست در دستگاه‌های لمسی مانند تلفن هوشمند و تبلت استفاده شد، اما به‌تازگی گوگل اندروید تی‌وی را برای تلویزیون، اندروید اوتو برای خودرو و ور اواس را برای پوشیدنی‌ها (مانند ساعت‌هوشمند) توسعه داده است.
اندروید از سال ۲۰۱۱ پرکاربردترین سیستم‌عامل موبایل و از سال ۲۰۱۳ پرکاربردترین سیستم‌عامل برای تبلت‌ها بوده است. از مهٔ ۲۰۲۱ نیز، بیش از ۳ میلیارد کاربر فعال ماهانه داشته، و از ژانویهٔ ۲۰۲۱، فروشگاه گوگل پلی شامل بیش از ۳ میلیون برنامه بوده است.
سیستم‌عامل اندروید در اصل به‌عنوان پروژه منبع‌باز اندروید (AOSP) شناخته می‌شود و یک نرم‌افزار آزاد و منبع‌باز (FOSS) است که عمدتاً تحت مجوز آپاچی ارائه می‌شود. با این حال، بیشتر دستگاه‌های اندرویدی نسخه اختصاصی توسعه‌یافته توسط گوگل را اجرا می‌کنند که شامل نرم‌افزارهای اختصاصی و بسته‌شده از پیش نصب‌شده است. مهم‌ترین این نرم‌افزارها، خدمات موبایلی گوگل (GMS) است که برنامه‌های اصلی مانند مرورگر گوگل کروم، پلتفرم توزیع دیجیتال گوگل پلی و سرویس‌های مرتبط با توسعه مانند Google Play Services را شامل می‌شود. همچنین برای ارسال اعلان‌های پوش، از Firebase Cloud Messaging استفاده می‌شود. اگرچه AOSP رایگان است، نام و لوگوی «اندروید» تحت علامت تجاری گوگل قرار دارد و استفاده از این برند در محصولات «تایید نشده» محدود است. اکثریت گوشی‌های هوشمند مبتنی بر AOSP از اکوسیستم گوگل استفاده می‌کنند، که به سادگی اندروید نامیده می‌شود و در برخی موارد با رابط‌های کاربری و مجموعه نرم‌افزاری اختصاصی مانند One UI همراه است. همچنین توزیع‌های دیگری از اندروید، مانند Fire OS آمازون، ColorOS اوپو، و LineageOS، توسط جامعه توسعه‌دهندگان یا شرکت‌های تجاری توسعه یافته‌اند. کد منبع اندروید نیز برای ایجاد نسخه‌های متنوعی از این سیستم‌عامل برای دستگاه‌های مختلف از جمله Android TV برای تلویزیون‌ها، Wear OS برای ابزارهای پوشیدنی، و Meta Horizon OS برای هدست‌های واقعیت مجازی استفاده شده است.
نرم‌افزارهای اندروید که از فرمت APK استفاده می‌کنند، عمدتاً از طریق فروشگاه‌های اختصاصی مانند گوگل پلی استور ، آمازون اپ استور، سامسونگ گلکسی استور، هواوی اپ‌گالری، کافه بازار، GetJar، و Aptoide یا از پلتفرم‌های منبع‌بازمانند F-Droid توزیع می‌شوند. از سال ۲۰۱۱، اندروید به پرکاربردترین سیستم‌عامل در جهان برای گوشی‌های هوشمند تبدیل شده است. این سیستم‌عامل با بیش از سه میلیارد کاربر فعال ماهانه، بیشترین تعداد نصب‌شده را در میان تمامی سیستم‌عامل‌ها دارد و ۴۶ درصد از بازار جهانی سیستم‌عامل‌ها را به خود اختصاص داده است.

## تاریخچه نسخه‌های اندروید

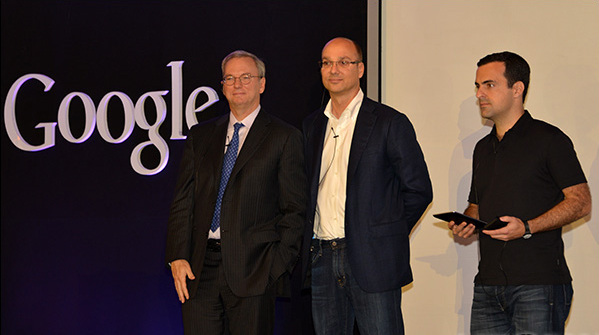
اریک اشمیت، اندی رابین و هوگو بارا در یک کنفرانس خبری در سال ۲۰۱۲ برای رونمایی از تبلت Nexus 7 گوگل

در اوت ۲۰۰۵ شرکت گوگل شرکت اندروید واقع در پالو آلتو، کالیفرنیا را خرید. شرکت کوچک اندروید که توسط اندی رابین، ریچ ماینرز، نیک سیرز و کریس وایت راه‌اندازی شده بود، در زمینهٔ تولید نرم‌افزار و برنامه‌های کاربردی برای تلفن‌های همراه فعالیت می‌کرد. اندی رابین، مدیر عامل اجرایی این شرکت، پس‌از پیوستن اندروید به گوگل، به سمت قائم‌مقام مدیریت مهندسی این شرکت و مسئول پروژهٔ اندروید در گوگل منصوب شد. تیم اندروید به‌رهبری رابین فعالیت خود را برای تولید سکوی تلفن همراه مبتنی بر هستهٔ لینوکس آغاز کردند و نتیجهٔ اولیهٔ این پروژه در نشست خبری شرکت گوگل در ۵ نوامبر سال ۲۰۰۷، مطرح‌کردن اتحادیهٔ گوشی باز بود. ۳۴ شرکت فعال در زمینهٔ تولید نرم‌افزار، تولید تلفن‌های همراه، اپراتور تلفن همراه و تولیدکنندهٔ نیمه‌رساناها و پردازنده‌های تلفن همراه، اعضای بنیان‌گذار این اتحادیه بودند. در میان نام‌های مشهور در بین اعضای مؤسس، شرکت‌هایی چون سامسونگ، ال‌جی الکترونیکس، موتورولا، اچ‌تی‌سی، تی-موبایل، ان‌تی‌تی دوکومو، اینتل، انویدیا، تگزاس اینسترومنتس، کوالکام، برودکام، تلفونیکا، اسپرینت، ای‌بی و البته گوگل به چشم می‌خوردند. اریک اشمیت مدیر ارشد اجرایی گوگل در این مراسم گفت:
اعلام امروز بسیار جاه‌طلبانه‌تر از معرفی تنها یک تلفن گوگلی است که در چند هفتهٔ اخیر توسط رسانه‌ها پیش‌بینی شده بود. از دیدگاه ما سکویی که ما ارائه کرده‌ایم، هزاران تلفن گوناگون را به بازار روانه خواهد کرد.
نخستین گوشی مبتنی بر اندروید توسط شرکت اچ‌تی‌سی با همکاری تی-موبایل تولید شد. این گوشی که به فاصلهٔ کمتر از یک سال از تشکیل اتحادیهٔ گوشی باز یعنی در ۲۲ اکتبر ۲۰۰۸ تولید شد، در بازارهای مختلف به نام‌های اچ‌تی‌سی دریم، تی-موبایل جی۱ و ارا جی۱ به بازار عرضه گردید.
۹ دسامبر ۲۰۰۸ چهارده عضو جدید از شرکت‌های صنعت تلفن همراه جهان به اتحادیه گوشی باز پیوستند. در بین این نام‌ها باید به سونی اریکسون، اریکسون، توشیبا، ایسوز، گارمین، هواوی، آرم هولدینگز و ایسر اشاره کرد. روند پیوستن شرکت‌های بزرگ به اتحادیه تا به امروز نیز ادامه داشته است و شرکت‌هایی چون آلکاتل، لنوو، شارپ، فاکس‌کان، ان‌ای‌سی، کیوسرا، ان‌ایکس‌پی، اس‌تی-اریکسون، تلویزیون مارول، زدتی‌ئی و دل نیز از جمله شرکت‌هایی بوده‌اند که به جمع پشتیبانانِ اندروید پیوسته‌اند.
در ۳ سپتامبر ۲۰۱۳ توسعه‌دهندگان اندروید به‌طور رسمی اعلام کردند که با شرکت نستله، که از شرکت‌های مطرح صنعت شکلات‌سازی جهان می‌باشد، همکاری خواهند کرد. در همین راستا نگارش ۴٫۴ سیستم‌عامل اندروید، کیت‌کت نام گرفت. کیت کت از مارک‌های معروف شکلات است که توسط شرکت نستله تولید می‌شود.
اندروید آب‌نبات چوبی یا اندروید لالی پاپ (به انگلیسی: Android Lollipop)، (به معنای آبنبات‌چوبی) یا اندروید ۵ یا اندروید L یکی‌از نسخه‌های سیستم عامل اندروید است که توسط گوگل در ۱۵ اکتبر ۲۰۱۴ ارائه گردید. اندروید L که مخفف این نسخه از اندروید می‌باشد و براساس گفته رئیس بخش اندروید گوگل سوندار پیچای بزرگ‌ترین به‌روزرسانی در اندروید است.
اندروید مارشمالو (به انگلیسی: Android Marshmallow) یا اندروید ۶ نسخه‌ای از سیستم‌عامل اندروید است که در سپتامبر ۲۰۱۵ توسط گوگل معرفی شد.
اندروید نوقا (به انگلیسی: Android Nougat) یا اندروید ۷٫۰ در سال ۲۰۱۶ منتشر شد.
اندروید اوریو (Orio) یا اندروید۸٫۰ در سال ۲۰۱۷ انتشار یافته است.
اندروید ۹ یا اندروید پای، در تاریخ ۸ مه ۲۰۱۸ معرفی شد و با ویژگی‌های جدیدی و جذابی همراه است. نام اندروید پای از یک غذای خوشمزه و شیرین آمریکایی گرفته شده است.
دهمین اندروید، در اقدامی بی‌سابقه، اندروید ۱۰ اندروید Queen Cake نام گرفت و در سوم سپتامبر ۲۰۱۹ معرفی شد و دیگر اندروید نام خوراکی نداشت. این رویه در اندروید ۱۱ Red Velvet Cake و اندروید ۱۲ Snow Cone ادامه داشت.

## اجازه‌نامه و حق امتیاز
حق امتیاز بیشتر قسمت‌های اندروید به صورت متن‌باز، براساس مجوز آپاچی نسخه ۲٫۰ (Apache License 2.0) ارائه می‌گردد. با اینکه سعی می‌شود تا بیشتر قسمت‌های این سیستم‌عامل بر اساس همین مجوز ارائه گردد، استثناهایی نیز وجود دارد. برای نمونه، هستهٔ لینوکس موجود در این سیستم‌عامل با پروانهٔ عمومی همگانی گنو نسخه ۲ (GPL v2) منتشر شده است.

## لوگوی اندروید
طراح لوگوی مشهور اندروید، «آیرینا بلاک» است. ۳ سال پیش از آیرینا بلاک و تیم طراحی گوگل تقاضا شد تا لوگویی برای اندروید طراحی کنند که به‌سرعت با کاربر ارتباط برقرار کند و به‌آسانی قابل شناسایی باشد؛ همچنین به بلاک گفته شد که این لوگو باید حتماً تصویری از ربات باشد چرا که اندروید به معنی ربات است. آیرینا پس از مطالعهٔ زیاد در مورد اسباب‌بازی‌ها و شخصیت‌های فانتزی و تخیلی، در پایان تصمیم گرفت لوگوی اندروید را از یک منبع عجیب الهام بگیرد: دستشویی! هر کسی علامت روی در دستشویی‌ها را دیده و الهام از این علامت‌ها می‌تواند باعث شود در یک نگاه لوگوی اندروید شناخته شود.
یک نکته جالب دیگر در مورد لوگوی اندروید این است که گوگل برخلاف دیگر شرکت‌ها که سعی در حفاظت از لوگویشان داشتند، تصمیم گرفت تا لوگو را به صورت آزاد و متن‌باز قرار دهد تا هر کس بتواند آن را به دلخواه خودش تغییر دهد. گوگل در این‌باره می‌گوید:
ما تصمیم گرفتیم این لوگو می‌تواند یک لوگوی اشتراکی و تعاملی باشد که هر کس در دنیا بتواند آن را تغییر دهد. این تصمیم بسیار شجاعانه بود.
شاید با برنامهٔ اندرویدیفای یا اسباب‌بازی‌ها و اکشن‌فیگورهای کوچک اندرویدی بامزه آشنا باشید؛ همهٔ این‌ها به لطف آزاد بودن لوگوی اندروید امکان‌پذیر شده است.

## معنی و گویش درست اندروید
بنابر ترجمهٔ واژه‌نامهٔ کمبریج، اندروید این‌گونه تعریف شده است:
یک ربات (ماشینی که توسط رایانه کنترل می‌شود) که به گونه‌ای ساخته شده تا شکل ظاهری شبیه به انسان داشته باشد.
بنابر این تعریف شاید بتوان واژهٔ ربات انسان‌نما را ترجمهٔ مناسبی برای این واژه در نظر گرفت.
گویش درست این‌واژه، براساس واژه‌نامهٔ کمبریج در هر دو گویش آمریکایی و بریتانیایی، اَندرویْد (/ˈæn.drɔɪd/) می‌باشد و در هیچ‌کدام از این گویش‌ها، حرف «آ» در ابتدای این واژه به‌کار نمی‌رود.

## ویژگی‌های اندروید
- اندروید فناوری‌های اتصال (=Connectivity) شامل GSM/EDGE, CDMA, EV-DO, UMTS, بلوتوث و وای-فای را پشتیبانی می‌کند.
- اندروید از فرمت‌های مختلف فایل‌های مالتی مدیا مثل MPEG-4,h.265, H.264, MP3, AAC, AMR, JPEG, PNG, GIF پشتیبانی می‌کند.
- اندروید برای ارسال پیغام‌های متنی یا همان اس‌ام‌اس (SMS) از فرم‌های SMS, MMS و XMPP پشتیبانی می‌کند.
- مرورگر موجود در اندروید بر اساس چارچوبِ متن‌بازِ WebKit توسعه یافته است.
- اندروید برای ذخیرهٔ داده‌ها و مدیریت پایگاه‌های دادهٔ سبک از نرم‌افزار SQLite استفاده می‌کند.
- ابزارهای مختلف اندروید برای توسعه‌دهندگان به‌راحتی در دسترس است و توسط شرکت گوگل پشتیبانی می‌شوند. این ابزارها شامل کتاب‌خانه‌ها، خطایاب، شبیه‌ساز گوشی و یک افزونه برای اکلیپس است.
- اندروید از سخت‌افزارهای مختلف همچون جی پی اس و دوربین‌های متنوع سنسورهای مخصوص همچون سنسور مجاورت و… پشتیبانی می‌کند.
- تصاویر و فایل‌های گرافیکی به وسیلهٔ OpenGL پردازش می‌شوند که کیفیت بالاتری خواهند داشت.
- با استفاده از تکنولوژی نسبتاً جدید شرکت Adobe با نام AIR نیز می‌توان به توسعهٔ برنامه‌های کاربردی تحت این سیستم‌عامل پرداخت.
- سیستم عامل آزاد و منبع‌باز است. که به شما امکان می‌دهد کد منبع اندروید را مشاهده کنید و ببینید چگونه است.

### اپ‌های اندروید
گوگل پلی استور اصلی‌ترین منبع و منتشر کننده بازی و برنامه‌های اندروید است. این مارکت بزرگ با بازی و برنامه‌های بی پایان رو به رو خواهید شد. می‌توانید از طریق گوگل پلی به دانلود هر یک از بازی و برنامه‌های رایگان بپردازید. به علاوه اپ‌های پولی نیز در این مارکت وجود دارد. برنامه و بازی‌های اندروید توسط توسعه دهندگان در مارکت عرضه شده‌اند و همواره امکان آپدیت و بروزرسانی را نیز می‌دهند. به صورت فایل apk صورت می‌گیرد و اکثراً نصب‌های آسانی دارند. همواره پیشرفت برنامه‌های این سیستم عامل چشم گیر بوده و تغییرات عالی از الحاظ نوع و رابط کاربری داشته‌اند.

### رابطهٔ اندروید و جاوا
زبان جاوا به دلیل قدرتمند و آزاد بودن آن یک انتخاب منطقی برای پلتفرم اندروید است. نرم‌افزارهای جانبی اندرویدی با استفاده از زبان جاوا نوشته می‌شوند و برای ارتباط با لایه‌های زیرین سیستم‌عامل می‌توانند از کتاب‌خانه‌های جاوایی اندروید استفاده کنند. بخش رابط کاربری سیستم‌عامل اندروید با زبان جاوا نوشته شده است و بسیاری از برنامه‌های اندروید هم با جاوا نوشته شده‌اند. اما این سیستم‌عامل، Java Virtual Machine ندارد.
زبان جاوا به دلیل شی گرا بودن به کتابخانه‌های کلاس گسترده‌ای دسترسی دارد که به شما در توسعه کمک می‌کند.
برای اجرای برنامه‌های جاوایی روی این سیستم عامل، کدهای جاوا به کدهای Dalvik تبدیل می‌شوند و سپس روی Dalvik vitrual machine اجرا می‌شوند. دالویک یک ماشین مجازی جاوایی است که برای سیستم عامل اندروید بهینه شده است تا هم RAM و هم CPU و هم باتری کمتری مصرف کند).
برنامه‌های جاوایی معمولی هم که روی گوشی‌های دیگر اجرا می‌شوند با استفاده از نرم‌افزار شبیه‌ساز جاوا مانند J2ME LOADER روی این سیستم‌عامل قابل اجرا هستند.

### آرت
آرت محیط اجرای جدید اندروید برای برنامه‌های تحت جاوا است که جایگزین دالویک شده است. شرکت گوگل برای اولین بار در اندروید ۴٫۴ آرت را در کنار دالویک قرار داد و کاربران می‌توانستند با مراجعه به تنظیمات آن را فعال کنند.

### فرمت فایل‌های پشتیبانی شده
اندروید در حالت پیش‌فرض فایل‌های mp3, aac , OGG , amr , midi , mpeg4 , wav , bmp , gif , png , jpg را پشتیبانی می‌کند. اندروید Adobe Flash را نیز پخش می‌کند و می‌تواند فایل‌های GIF متحرک را با حرکت پخش کند.
برای پخش فایل‌های جریان‌دار مانند صوت و ویدئو نیز می‌توانید از تگ ویدئو html۵ و همچنین تکنولوژی Adobe Flash Streaming استفاده کنید. در نسخه‌های جدید ام، موتور جاوااسکریپت مرورگر کروم که سرعت بسیار بالایی در اجرای کدهای جاوا اسکریپت دارد به مرورگر اندروید متصل شده است. (در ضمن مرورگر اندروید کدهای HTML۵ را پشتیبانی می‌کند)

### محیط برنامه‌نویسی اندروید
مجموعهٔ برنامه‌نویسی اندروید یا Android SDK شامل یک دیباگر، کتابخانه‌های اندروید، شبیه‌ساز سیستم‌عامل، مستندات اندروید و فایل‌های نمونه و آموزشی است که به کاربر در ایجاد برنامه‌ها کمک می‌کند.
هم‌اکنون این SDK بر روی یک سیستم ۳۲ بیتی که لینوکس، ویندوز یا mac OSX داشته باشد اجرا می‌شود. پیش‌نیازهای نصب این SDK عبارتند از کیت توسعهٔ جاوا و Apache Ant و python 2.2. برنامه‌های نوشته‌شده برای اندروید با نسخه‌های مختلف می‌باشد.

### مشکل روت در اندروید
روت به معنی دسترسی ریشه به سیستم‌عامل است و زمانی که یک ابزار اندرویدی، روت می‌شود دسترسی کاربر به ابزار مربوط افزایش می‌یابد؛ در سیستم‌عامل لینوکس به کاربری که دسترسی‌های مدیریتی دارد روت و در ویندوز به آن ادمین (Administrator) می‌گویند، در بیشتر سیستم‌عامل‌ها، گرفتن دسترسی روت ساده است و به سادگی چند کلیک می‌توان از سیستم‌عامل دسترسی روت گرفت یا مجوز دسترسی را باطل کرد؛ اما این مسئله در سیستم‌عامل اندروید به یک معضل واقعی تبدیل شده که گاهی حتی می‌تواند دستگاه اندرویدی مربوط را برای همیشه خراب کند و در بیشتر مواقع، روت‌شدن یا خراب‌شدن دستگاه اندرویدی قابل برگشت نیست
برای نمونه با توجه به توسعهٔ اندروید بر مبنای هستهٔ لینوکس، می‌توانیم یک سیستم‌عامل مبتنی بر دبیان را با اندروید مقایسه کنیم:
در دبیان کافیست در پنجرهٔ ترمینال، عبارت sudo su را تایپ کنیم و گذرواژه را وارد کنیم، بعد از این کار، هر دستوری که در ترمینال تایپ کنید، با دسترسی روت اجرا خواهد شد، بعد از بستن پنجرهٔ ترمینال مجوز دسترسی روت باطل خواهد شد و سیستم‌عامل مانند گذشته با دسترسی محدود به فعالیت خود ادامه می‌دهد..
در اندروید این فرایند، با دریافتِ درایورهای مربوط و رام روت‌شده انجام می‌شود؛ به این‌ترتیب که رام روت‌شده باید جایگزین رام داخلی گوشی شود، این فرایند معمولاً قابل برگشت نیست و ریسک‌هایی نیز به همراه دارد که از جملهٔ آن ریسک‌ها می‌توان به برِیک شدن دائمی دستگاه اندرویدی اشاره کرد. البته گاهی اوقات، خود کاربر دردسرهایی برای خود می‌سازد. برای نمونه با تغییر اشتباه یک پروندهٔ سامانه، در بوت‌شدن دستگاه مشکلاتی به‌وجود می‌آید و با فلش کردن گوشی در برخی از موارد قابل حل است.

## دستیار صوتی شخصی
دستیار گوگل (به انگلیسی: Google Assistant) دستیار صوتی هوشمند مجهز به هوش مصنوعی است که می‌تواند کارهایی از جمله جست‌وجو در اینترنت، زمان‌بندی وقایع و هشدارها، تنظیمات سخت‌افزاری روی دستگاه کاربر آن، نشان دادن اطلاعات از حساب کاربری گوگل، تشخیص اشیا، جمع‌آوری اطلاعات دیداری از طریق دوربین دستگاه، پشتیبانی از خرید محصولات، پشتیبانی از ارسال پول، توانایی تشخیص آهنگ‌ها و ارسال مسیج در پیام رسان‌های مختلف را برای کاربران انجام دهد و کل نرم‌افزار گوگل مپ را دستیار صوتی پشتیبانی می‌کند برای سهولت در رانندگی.
دستیارِ گوگل به صورت پیش‌فرض روی اکثر گوشی‌های جدید اندرویدی نصب شده است.
دستیار گوگل بجز اندروید برای آی‌اواس و کروم او-اس نیز در دسترس است.

## نسخه‌های اندروید
| نسخه              | نام نسخه           | ترجمهٔ فارسی نام نسخه        | نمای صفحه اصلی | تاریخ انتشار اولیه | API         |
| ----------------- | ------------------ | --------------------------- | -------------- | ------------------ | ----------- |
| ۱٫۰               | ۱٫۰                | آلفا                        |                | ۲۳ دسامبر ۲۰۰۸     | ۱           |
| ۱٫۱               | Petit Four         | بتا                         |                | ۹ فوریه ۲۰۰۹       | ۲           |
| ۱٫۵               | Cupcake            | کیک فنجانی                  |                | ۳۰ آوریل ۲۰۰۹      | ۳           |
| ۱٫۶               | Donut              | دونات                       |                | ۱۵ سپتامبر ۲۰۰۹    | ۴           |
| ۲٫۰ ۲٫۱           | Eclair             | نان خامه‌ای                  |                | ۲۶ اکتبر ۲۰۰۹      | ۵، ۶ و ۷    |
| ۲٫۲ ۲٫۲٫۳         | Froyo              | ماست یخ‌زده (ماست بستنی)     |                | ۲۰ می۲۰۱۰          | ۸           |
| ۲٫۳ ۲٫۳٫۷         | Gingerbread        | نان زنجبیلی                 |                | ۶ دسامبر ۲۰۱۰      | ۹ و ۱۰      |
| ۳٫۰ ۳٫۱ ۳٫۲ ۳٫۲٫۶ | Honeycomb          | کندوی عسل                   |                | ۲۲ فوریه ۲۰۱۱      | ۱۱، ۱۲ و ۱۳ |
| ۴٫۰ ۴٫۰٫۴         | Ice Cream Sandwich | ساندویچ بستنی (بستنی حصیری) |                | نوامبر ۲۰۱۱        | ۱۴ و ۱۵     |
| ۴٫۱ ۴٫۲ ۴٫۳٫۱     | Jelly Bean         | آب‌نبات ژله‌ای                |                | ۰۹ ژوئیه ۲۰۱۲      | ۱۶، ۱۷ و ۱۸ |
| ۴٫۴ ۴٫۴٫۴         | KitKat             | کیت کت                      |                | ۳۱ اکتبر ۲۰۱۳      | ۱۹          |
| ۵٫۰ ۵٫۱٫۱         | Lollipop           | آبنبات چوبی                 |                | ۱۲ نوامبر ۲۰۱۴     | ۲۱ و ۲۲     |
| ۶٫۰ ۶٫۰٫۱         | Marshmallow        | مارشمالو                    |                | ۰۵ اکتبر ۲۰۱۵      | ۲۳          |
| ۷٫۰ ۷٫۱٫۲         | Nougat             | نوقا                        |                | ۲۲ اوت ۲۰۱۶        | ۲۴ و ۲۵     |
| ۸٫۰ ۸٫۱           | Oreo               | اوریو                       |                | ۲۱ اوت ۲۰۱۷        | ۲۶ و ۲۷     |
| ۹                 | Pie                | پای                         |                | ۶ اوت ۲۰۱۸         | ۲۸          |
| ۱۰                | Queen Cake         | کیو                         |                | ۳ سپتامبر ۲۰۱۹     | ۲۹          |
| ۱۱                | Red Velvet Cake    | آر                          |                | سپتامبر ۲۰۲۰       | ۳۰          |
| ۱۲                | ۱۲                 | اندروید ۱۲                  |                | اکتبر ۲۰۲۱         | ۳۱ - ۳۲     |
| ۱۳                | ۱۳                 | اندروید ۱۳                  |                | اوت ۲۰۲۲           | ۳۳          |
| ۱۴                | ۱۴                 | اندروید ۱۴                  |                | اکتبر ۲۰۲۳         | ۳۴          |
| ۱۵                | ۱۵                 | اندروید ۱۵                  |                | اکتبر ۲۰۲۴         | ۳۵          |

## میزان پراکندگی نسخه‌های اندروید
بر پایهٔ آماری که شرکت گوگل در سال ۲۰۲۲ منتشر کرده:
- نسخهٔ ۴٫۱: ۰٫۳ درصد
- نسخهٔ ۴٫۴: ۰٫۹ درصد
- نسخهٔ ۵: ۲٫۶ درصد
- نسخهٔ ۶: ۳٫۵ درصد
- نسخهٔ ۷: ۴٫۵ درصد
- نسخهٔ ۸: ۱۰٫۹ درصد
- نسخهٔ ۹: ۱۴٫۵ درصد
- نسخهٔ ۱۰: ۲۲٫۳ درصد
- نسخهٔ ۱۱: ۲۷ درصد
- نسخهٔ ۱۲: ۱۳٫۳ درصد